# 山梨県立韮崎工業高等学校
山梨県立韮崎工業高等学校（やまなしけんりつ にらさきこうぎょうこうとうがっこう）は、山梨県韮崎市に所在する公立の工業高等学校。通称は「釜高(かまこう)」、「韮工(にらこう)」で、現在は韮崎工業を英語（Nirasaki Technical）にし略称した「ニラテク」との呼び名も発信している。

## 特色
- 文化祭は、韮工祭という。
- レスリング部は、全国大会常連校である。
- 野球部は2016年に秋季大会でベスト8に入り21世紀枠山梨県推薦校として選ばれた。
- 文化部では太鼓部や吹奏楽部、写真部が山梨県代表として、関東大会や全国大会に出場している。
- 2021年入試より6名を限度に、県外からの全国募集を実施予定。学力評価とレスリング実績評価の区分で実施予定。

## 設置学科
県内では珍しい6学科一括募集を行い、一年次前期に全ての学科を見ることができる。一年後期でコース選択をし、二、三年で選択したコースを学ぶことができる。
- 電子機械科
- 電気科
- 情報技術科
- 環境化学科
- システム工学科
- 制御工学科

## 沿革
- 1963年4月1日 - 山梨県立韮崎工業高等学校として開校。機械科、電気科を設置。
- 1990年4月1日 - 電子機械科、情報技術科を設置。機械科の募集を停止。
- 1997年4月1日 - 環境化学科、理数工学科を設置。
- 2006年4月1日 - システム工学科を設置。
- 2011年3月31日 - 理数工学科の応募を停止。
- 2011年4月1日 - 制御工学科を設置
- 2019年8月7日 - ｢2019年度オリンピック・パラリンピック教育推進事業｣推進校として山梨県教育委員会から指定される。

## 部活動
★＝全国大会出場経歴あり
運動部
- ★レスリング部
- 野球部
- ハンドボール部
- バスケ部
- ★サッカー部
- 陸上部
- バドミントン部
- ★バレー部
- 卓球部
- テニス部
- ソフトテニス部
- 弓道部
- 剣道部
- 山岳スキー部

文化部
- 茶道部
- 将棋部
- 吹奏楽部
- ★太鼓部
- ★写真部
- ★エコカー部
- ロボット工学部
- 文化生活部
- 資格取得部
- 情報技術部

## 出身者
- 芦沢公一 - 元プロ野球選手（広島）
- 成瀬智 - 高校野球指導者（世田谷学園高等学校）
- 土橋宏由樹 - サッカー選手（ヴェルダー・ブレーメン（ドイツ） - ヴァンフォーレ甲府）
- 花輪晴彦 - 元バレーボール選手（日本鋼管）
- 米満達弘 - レスリング選手（自衛隊体育学校）[2]。ロンドンオリンピックレスリング男子フリースタイル66kg級金メダリスト[2]。
- 文田健一郎 - レスリング選手（日本体育大学/ミキハウス）。東京オリンピックレスリング男子グレコローマンスタイル60kg級銀メダリスト。
- 北原幹大 - 社会保険労務士。山梨県社会保険労務士会理事。

## 校歌
- 校歌

## 交通
- 東日本旅客鉄道中央本線: 韮崎駅徒歩25分